# Dopgåva
Dopgåva, även kallad faddergåva, är en gåva som det är kutym att ge ett barn då det döps. Traditionellt var det barnets faddrar, dopvittnena, som skulle ge en Faddergåva. Långt tillbaka i tiden bestod Faddergåvan av ett penningoffer som gudmodern hade hand om, men denna sed har mer och mer frångåtts. Numera får barnet presenter från alla dopgäster.
Normalt ges en dopsked där man graverat in barnets namn och dop- eller födelsedatum. Förr användes en helt vanlig sked, men på 1930-talet började det tillverkas speciella dopskedar. Skeden är ofta försedd med något slags symbolmotiv. 
Att samla silverbestick åt sitt fadderbarn och varje år utöka gåvan understryker det långvariga och fasta i relationen. Andra populära dopgåvor är föremål som har funnits inom släkten, t.ex. mormors dopsked som ingraverats med det nya barnets namn.
Dagens dopgåva kan vara allt möjligt från skedar och muggar till väl utsmyckade fotoalbum och smycken. Generellt görs dessa dopgåvor i silver, troligen baserat på gammal skrock att silver håller oknytt borta och ger rikedom till barnet, men även andra material förekommer.
Trenderna kring dopgåvan har även förändrats så att barnet även ges andra mer praktiska presenter, såsom leksaker, klädesplagg och sänglinne.

## Webbkällor
- Barndop
- Nationalencyklopedin